# Ши Тайфэн
Ши Тайфэн (кит. 石泰峰; род. в сентябре 1956 года, Юйшэ, провинция Шаньси) — китайский политик, заведующий организационным отделом ЦК КПК, член Политбюро ЦК Коммунистической партии Китая 20-го созыва, член Секретариата ЦК КПК 20-го созыва, заместитель председателя Всекитайского комитета Народного политического консультативного совета Китая 14-го созыва (с 10 марта 2023 года), бывший президент Академии общественных наук КНР (2022 год).
Занимал пост заведующего отдела работы объединённого фронта ЦК КПК (2022—2025), секретаря (главы) парткома КПК автономного района Внутренняя Монголия (2019—2022). До этого работал в Центральной партийной школе КПК, секретарём парткома города Сучжоу, заместителем секретаря парткома и губернатором провинции Цзянсу, секретарём парткома КПК Нинся-Хуэйского автономного района.

## Биография

### Ранние годы
Родился в сентябре 1956 года в уезде Юйшэ, провинция Шаньси.
Учился по специальности «машиностроение» в местном колледже. Во время Культурной революции попал под кампанию «Ввысь в горы, вниз в сёла» и был вынужден уйти рабочим на завод. После возобновления всекитайских государственных экзаменов поступил на юридический факультет Пекинского университета, по окончании которого получил диплом магистра права. Однокурсник будущего Премьера Госсовета КНР Ли Кэцяна. 

### Карьера
После университета работал политическим инструктором в Центральной партийной школе КПК (ЦПШ).
В дальнейшем работал заместителем секретаря парткома КПК в городском уезде Цзиньчжоу (провинция Хэбэй), позже трудился в исследовательском отделе Центральной партийной школы, затем возглавил орготдел этой школы. В течение года проходил обучение в Амстердамском университете, по возвращении из Нидерландов в июле 2001 года был назначен проректором Центральной партийной школы КПК.
В 2008 году стал членом Постоянного комитета Всекитайского собрания народных представителей (ВСНП) и вошёл в Юридический комитет ВСНП. В сентябре 2010 года назначен заведующим организационного отдела парткома провинции Цзянсу. Впоследствии был повышен до заместителя секретаря парткома КПК провинции Цзянсу, а в июне 2014 года одновременно занял должность секретаря (главы) горкома Сучжоу — крупного уездного города в дельте Янцзы с высокой концентрацией производства и иностранных инвестиций. СМИ отмечали, что «Ши Тайфэн отточил свою репутацию первого лица большого города, готовясь к занятию более высокой должности».
В декабре 2015 года назначен исполняющим обязанности губернатора провинции Цзянсу, сменив вышедшего на пенсию по возрасту Ли Сюэёна, 28 января следующего года на заседании Собрания народных представителей провинции был утверждён в должности губернатора. В апреле 2017 года назначен секретарем парткома КПК Нинся-Хуэйского автономного района.
В октябре 2019 года вступил в должность секретаря парткома КПК автономного района Внутренняя Монголия. В мае 2022 года был назначен на пост Президента и секретаря парткома КПК Китайской академии общественных наук.
В октябре 2022 года избран членом Политбюро ЦК Коммунистической партии Китая 20-го созыва, также вошёл в состав Секретариата ЦК КПК.
27 октября 2022 года назначен на должность заведующего Отделом единого фронта ЦК КПК.
10 марта 2023 года на 3-м пленарном заседании 1-й сессии Всекитайского комитета Народного политического консультативного совета Китая (ВК НПКСК) избран заместителем председателя ВК НПКСК 14-го созыва.
2 апреля 2025 года Ши сменил Ли Ганьцзе на посту главы организационного отдела ЦК КПК, а Ли сменил Ши на посту главы отдела работы объединённого фронта ЦК КПК.